# Накаплово
Накаплово — деревня в городском округе Серебряные Пруды Московской области России.
Расположена примерно в 20 км к северу от города Серебряные Пруды и в 120 км от МКАД.
В 2,5—3 км к западу от деревни проходят автомобильная и железная дороги Кашира — Серебряные Пруды.
Рядом с деревней имеется пруд на малом притоке Истоминки.

## Население
| 2002 | 2006 | 2010 |
| ---- | ---- | ---- |
| 6    | ↗7   | ↗8   |

## История
До 1787 года относилось к Каширскому Духовному Правлению. В писцовой книге 1578—1579 гг. упоминается как «село Накополово на рчк. на Березине» Раставского стана Каширского уезда, принадлежащая помещикам Левонтьевым и Басаргиным. В 1857 году в селе при речке Березине проживало 149 чел., по Клировым ведомостям 1915—1916 года в нём было 46 дворов и 354 чел. В 1937 году, после образования Тульской области, Накополово вошло в Узуновский сельский округ Серебряно-Прудского района Московской области.
Административно-территориальная принадлежность:
- 1861 — 1 (14) сентября 1917 года — деревня Косяевской волости Венёвского уезда Тульской губернии Российской империи.
- 1 (14) сентября 1917 — 18 (31) января 1918 года — деревня Косяевской волости Венёвского уезда Тульской губернии Российской республики.
- 18 (31) января 1918 — 30 декабря 1922 года — деревня Косяевской волости Венёвского уезда Тульской губернии РСФСР.
- 30 декабря 1922 — 20 июня 1924 года — деревня Косяевской волости Венёвского уезда Тульской губернии РСФСР СССР.
- 20 июня 1924 — декабрь 1925 года — деревня Серебряно-Прудского района Венёвского уезда Тульской губернии РСФСР СССР.
- декабрь 1925 — 14 января 1929 года — деревня Серебряно-Прудского района Тульской губернии РСФСР СССР (по данным 1926 года — в составе Малынского сельсовета).
- 14 января 1929 — 26 сентября 1937, 20 декабря 1942 — 1 февраля 1963, 11 января 1965 — 23 декабря 1976 года — деревня Малынского сельсовета Серебряно-Прудского района Центрально-Промышленной (до 3 июня 1929 года) и Московской (с 3 июня 1929 года) области РСФСР СССР.
- 26 сентября 1937 — 20 декабря 1942 года — деревня Малынского сельсовета Серебряно-Прудского района Тульской области РСФСР СССР.
- 1 февраля 1963 — 11 января 1965 года — деревня Малынского сельсовета Ступинского укрупнённого сельского района Московской области РСФСР СССР.
- 23 декабря 1976 — 26 декабря 1991 года — деревня Узуновского сельсовета Серебряно-Прудского района Московской области РСФСР СССР.
- 26 декабря 1991 — 3 февраля 1994 года — деревня Узуновского сельсовета Серебряно-Прудского района Московской области РФ.
- 3 февраля 1994 — 29 ноября 2006 года — деревня Узуновского сельского округа Серебряно-Прудского района Московской области РФ.
- 29 ноября 2006 — 23 ноября 2015 года — деревня Узуновского территориального отдела Серебряно-Прудского района Московской области РФ.
- 23 ноября — 8 декабря 2015 года — деревня рабочего посёлка Серебряные Пруды Серебряно-Прудского района Московской области РФ.
- С 8 декабря 2015 года по настоящее время — деревня рабочего посёлка Серебряные Пруды Московской области РФ.

Муниципальная принадлежность:
- 21 января 2005 — 7 ноября 2015 года — деревня сельского поселения Узуновское Серебряно-Прудского муниципального района Московской области РФ.
- С 7 ноября 2015 года по настоящее время — деревня городского округа Серебряные Пруды Московской области РФ.